# 無斑鴛鴛鮨
無斑鴛鴛鮨（学名：Alphestes immaculatus）為輻鰭魚綱鱸形目鱸亞目鮨科的其中一種，分布於東太平洋區，從加利福尼亞灣至秘魯海域，棲息深度1-50公尺，本魚前鰓蓋骨圓潤，後緣具鋸齒，體色為紅棕色並具有大理石般的不規則斑塊及斑紋，體側及頭部具有白色小圓斑，背鰭硬棘11枚，背鰭軟條17-19枚，體長可達30公分，棲息在海草生長的礁沙混合區，屬肉食性，夜間捕食甲殼類。
其种加词“immaculatus”意为“无斑的”。